# Quest-Kliffs
Die Quest-Kliffs sind eine Reihe steiler und nach Osten ausgerichteter Kliffs im Australischen Antarktis-Territorium. In der Geologists Range des Transantarktischen Gebirges ragen sie unmittelbar nördlich des Gletschers The Slot auf.
Die Nordgruppe der New Zealand Geological Survey Antarctic Expedition (1961–1962) sichtete die Kliffs und nahm die Benennung vor. Namensgeber ist das Forschungsschiffs Quest, das bei der Quest-Expedition (1921–1922) des britischen Polarforschers Ernest Shackleton zum Einsatz kam.